# Alpes bergamascos
Los Alpes bergamascos o Alpes de Bérgamo (en italiano: Alpi Orobie) son una cadena montañosa en los Alpes italianos. Se encuentran en el norte de Lombardía y llevan el nombre de la ciudad de Bérgamo, localizada al sur de las montañas. Dentro de los Alpes orientales, el Club Alpino o el sistema AVE los coloca dentro de los Alpes Calizos Occidentales, mientras que el sistema SOIUSA los clasifica dentro de los Alpes del sudeste.

## Cumbres
Las cumbres principales de los Alpes bergamascos son:
- Pizzo di Coca (3052 m)
- Pizzo di Scais (3040 m)
- Pizzo Redorta (3037 m)

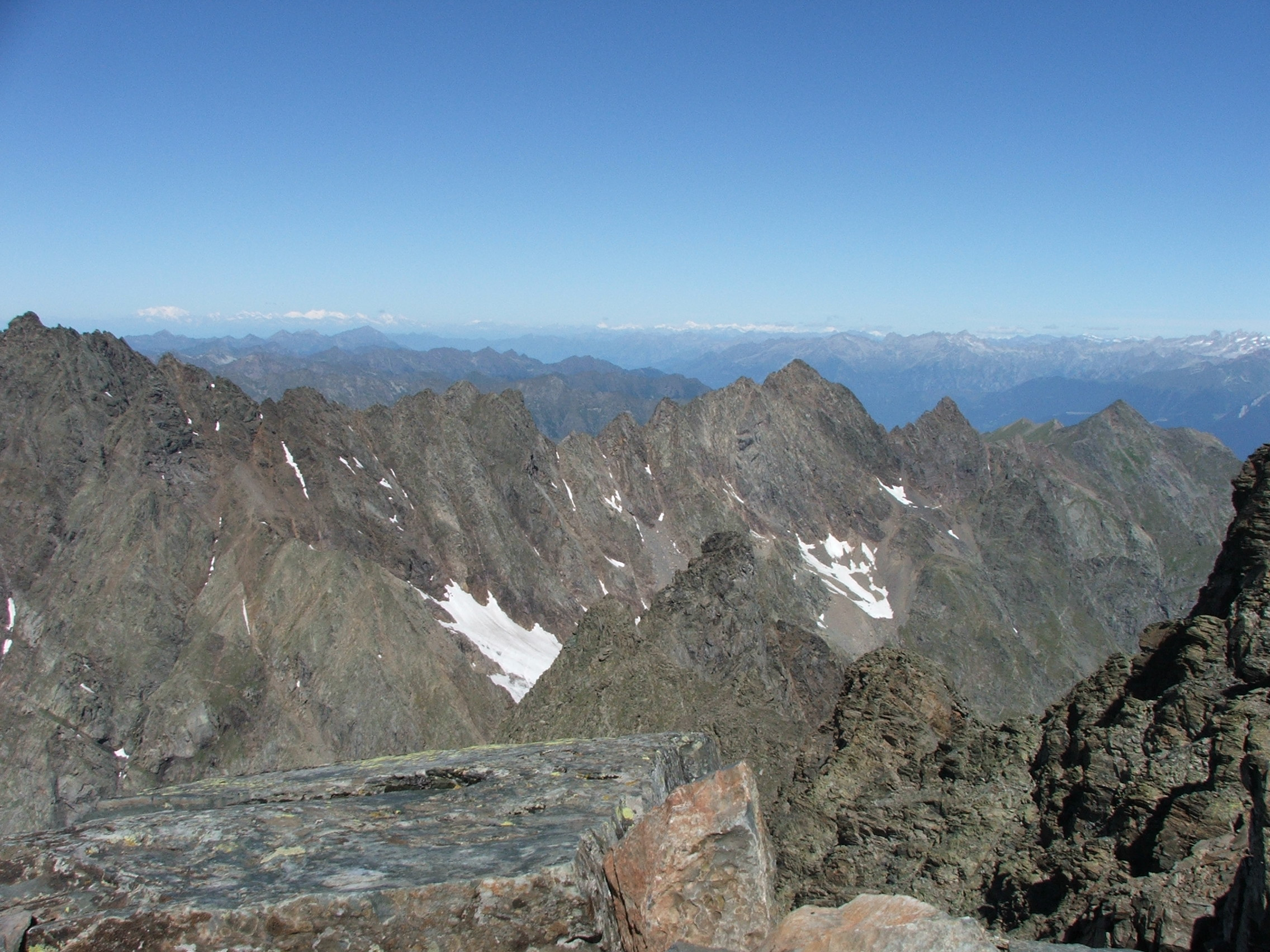
Dente di Coca en el Pizzo di Coca, Alpes bergamascos.

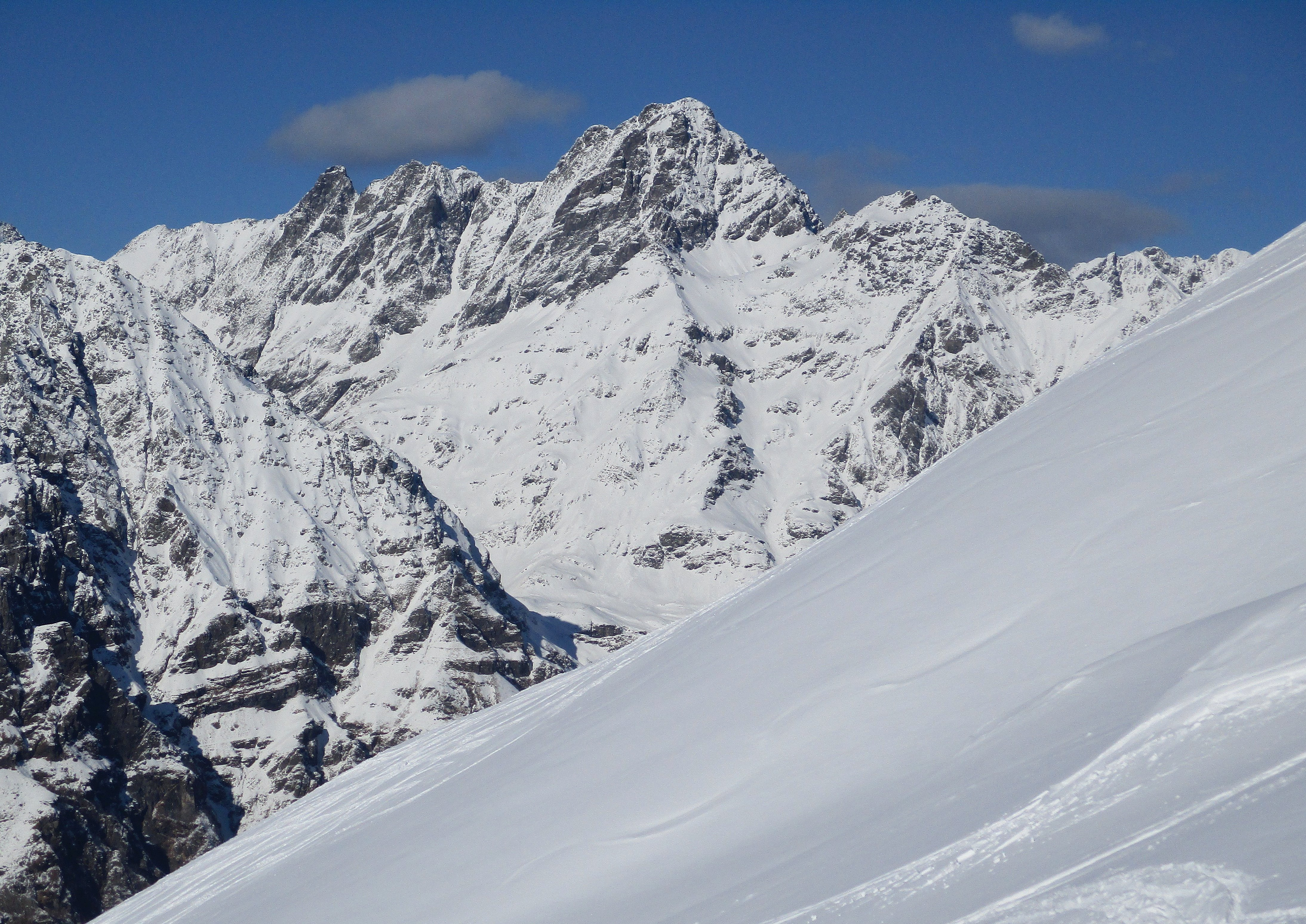
Pizzo Coca

- Pizzo del Diavolo di Tenda (2915 m)
- Pizzo Recastello (2888 m)
- Monte Gleno (2883 m)
- Pizzo Tornello (2688 m)
- Corno Stella (2620 m)
- Monte Legnone (2610 m)
- Pizzo dei Tre Signori (2554 m)
- Monte Toro (2524 m)
- Pizzo Arera (2512 m)
- Pizzo del Becco (2507 m)

## Puertos

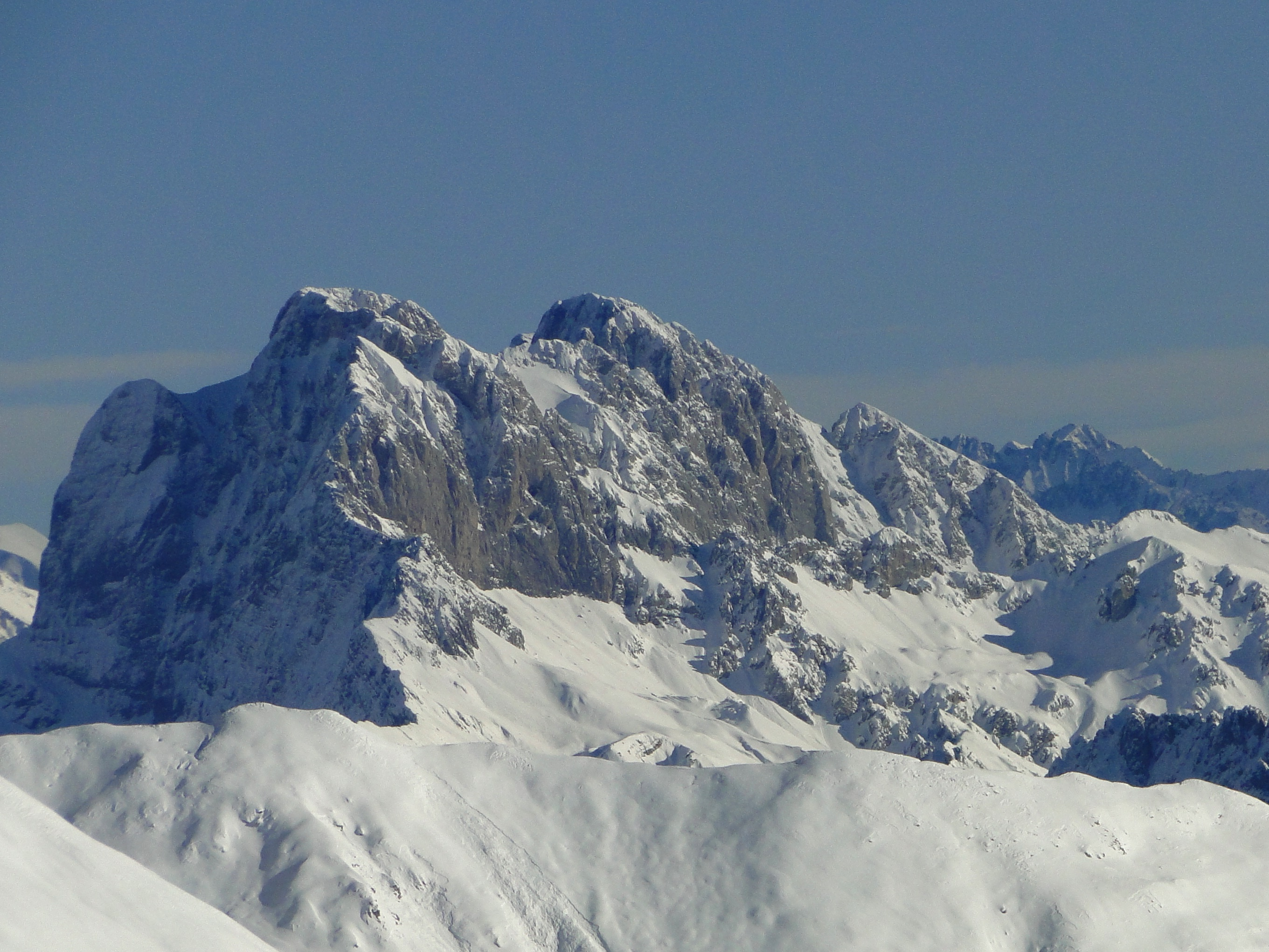
Presolana

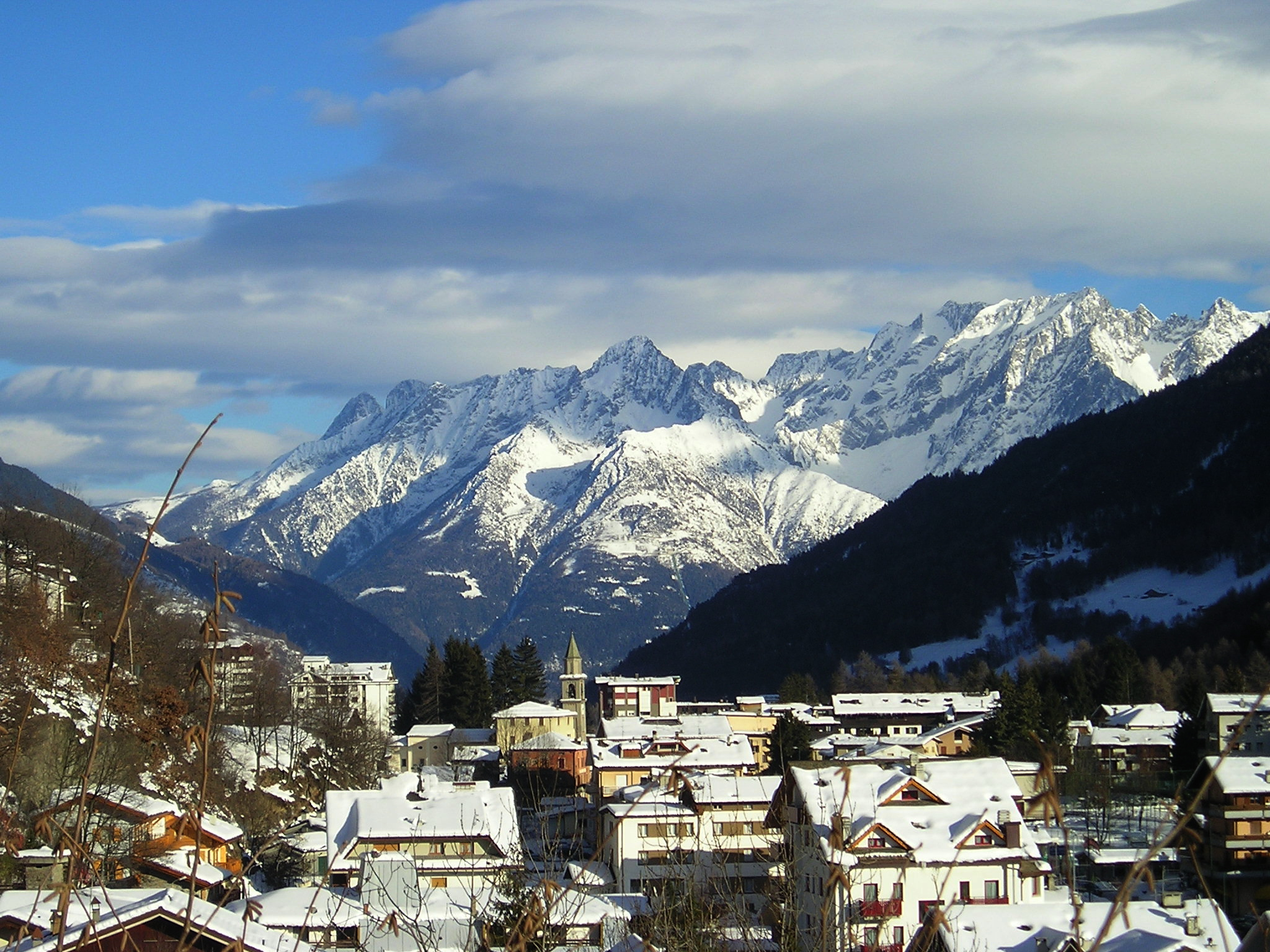
El puerto de Adamello y el puerto de Aprica

Los puertos de montaña principales de los Alpes bergamascos son:
| Puerto                            | Ubicación                | Tipo                       | Elevación (m) | Elevación (m) |
| --------------------------------- | ------------------------ | -------------------------- | ------------- | ------------- |
| Puerto di Val Morta O del Diavolo | Valle Seriana A Sondrio  | Camino para excursionistas | 2,601         |               |
| Puerto di Venina                  | Valle Brembana A Sondrio | Camino para excursionistas | 2,433         |               |
| Puerto del Serio                  | Valle Seriana A Sondrio  | Camino para excursionistas | 2,419         |               |
| Puerto del Venerocolo             | Val di Scalve A Aprica   | Senda                      | 2,315         |               |
| Puerto di Dordona                 | Valle Brembana A Sondrio | Camino para excursionistas | 2,080         |               |
| Puerto San Marco                  | Bérgamo A Morbegno       | Carretera                  | 1,985         |               |
| Puerto del Vivione                | Val di Scalve A Edolo    | Carretera                  | 1,819         |               |
| Puerto della Presolana            | Clusone Al Val di Scalve | Carretera                  | 1,286         |               |
| Puerto de Aprica                  | Edolo A Sondrio          | Carretera                  | 1,181         |               |
| Puerto di Tartano                 | Valleve A Tartano        | Camino para excursionistas | 2,108         |               |

## Galería de imágenes

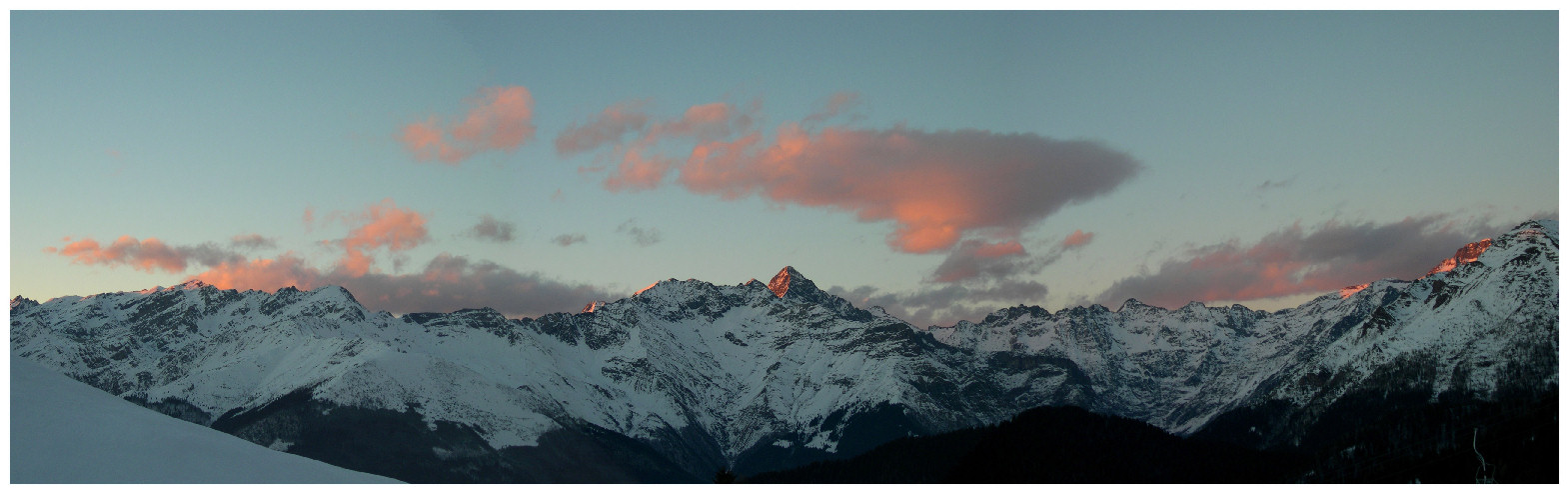
Vista panorámica invernal

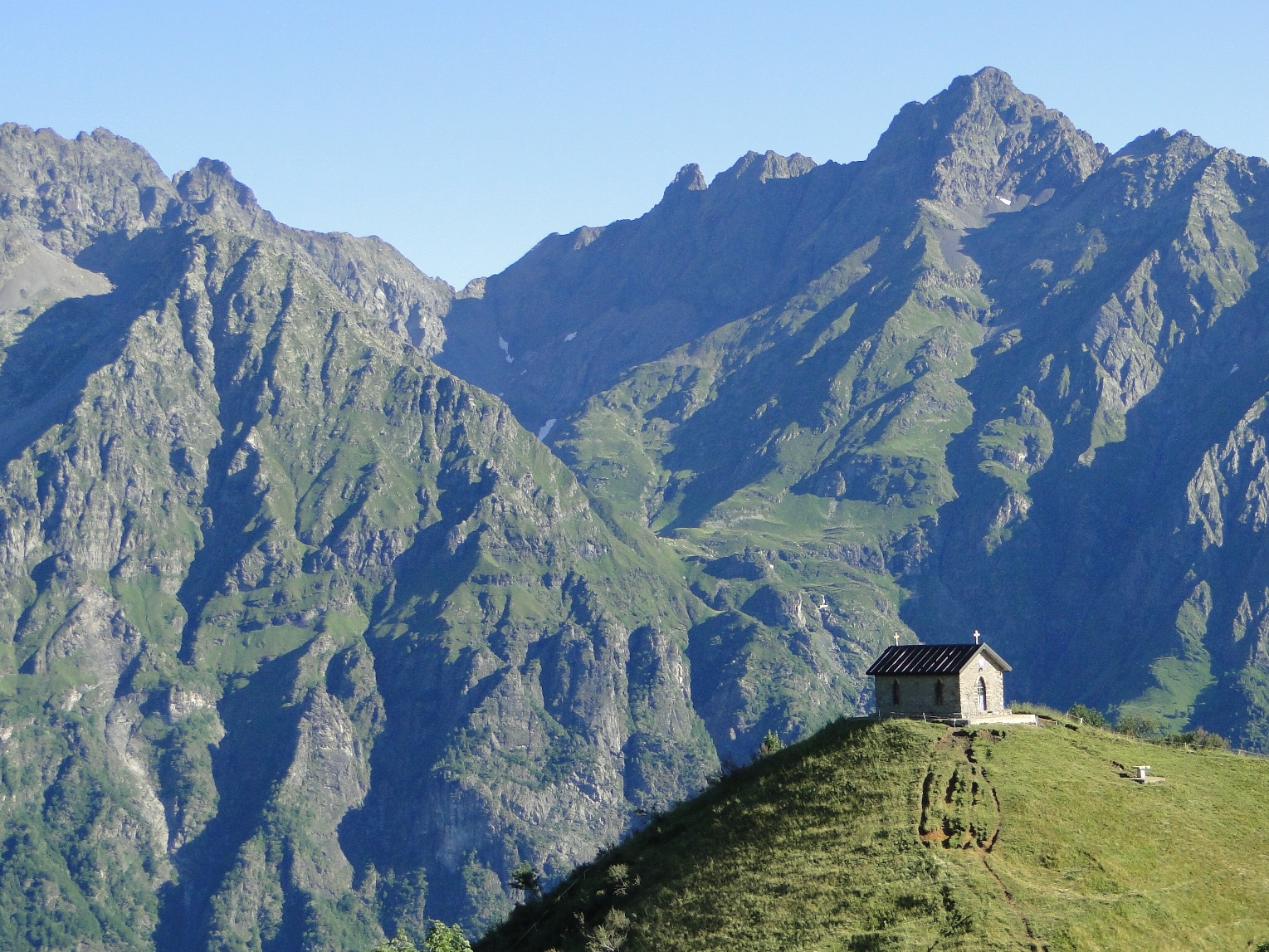
Vista del paso Manina
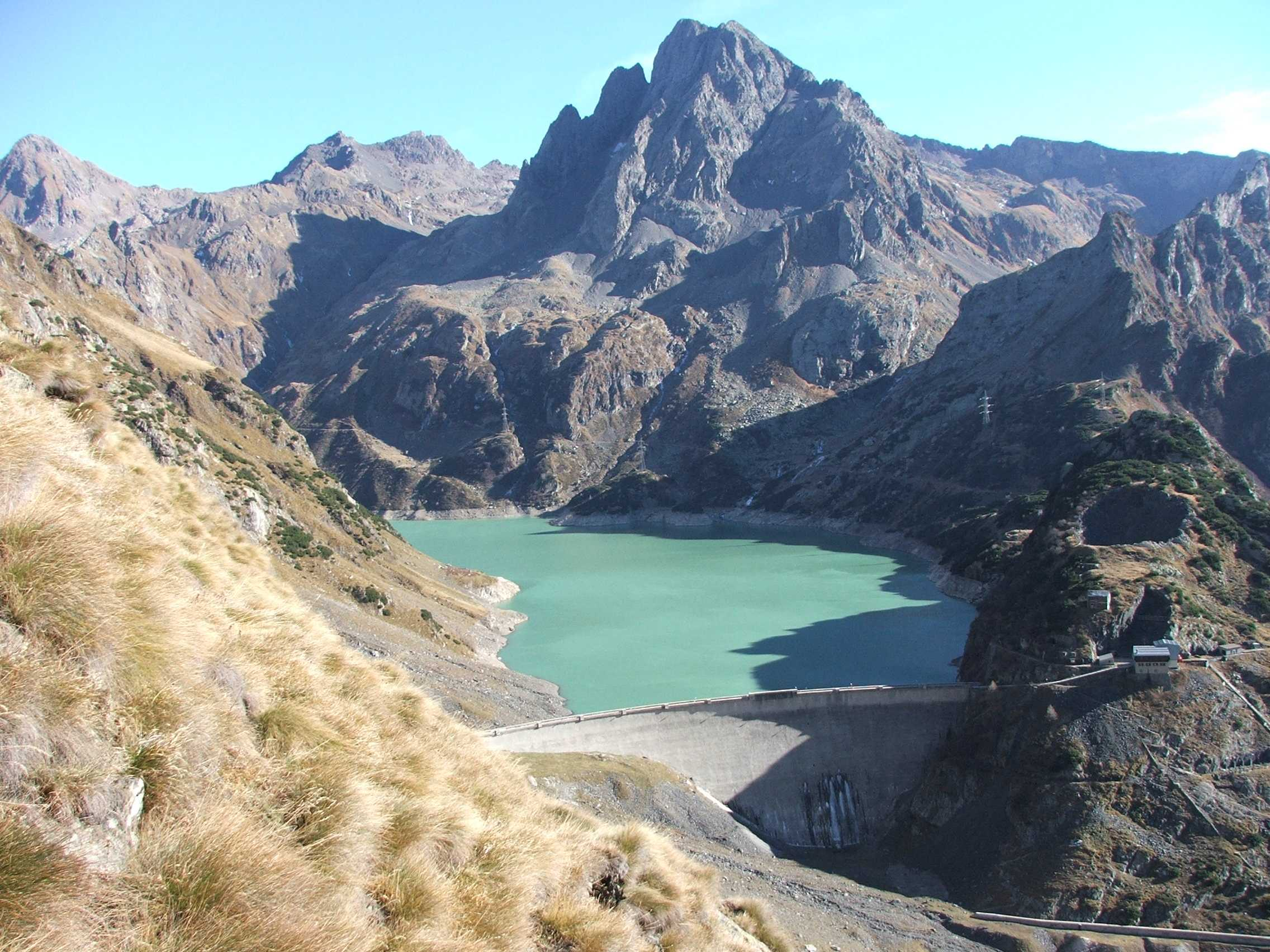
lago Barbellino
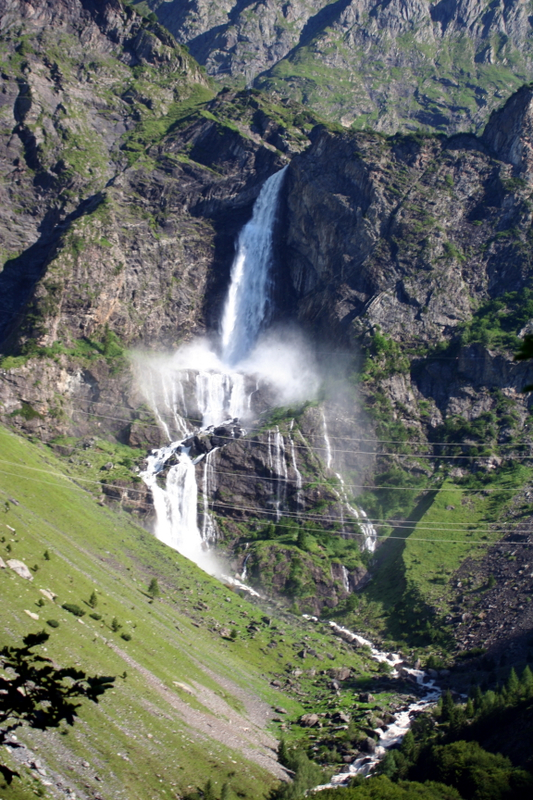
Serio Falls
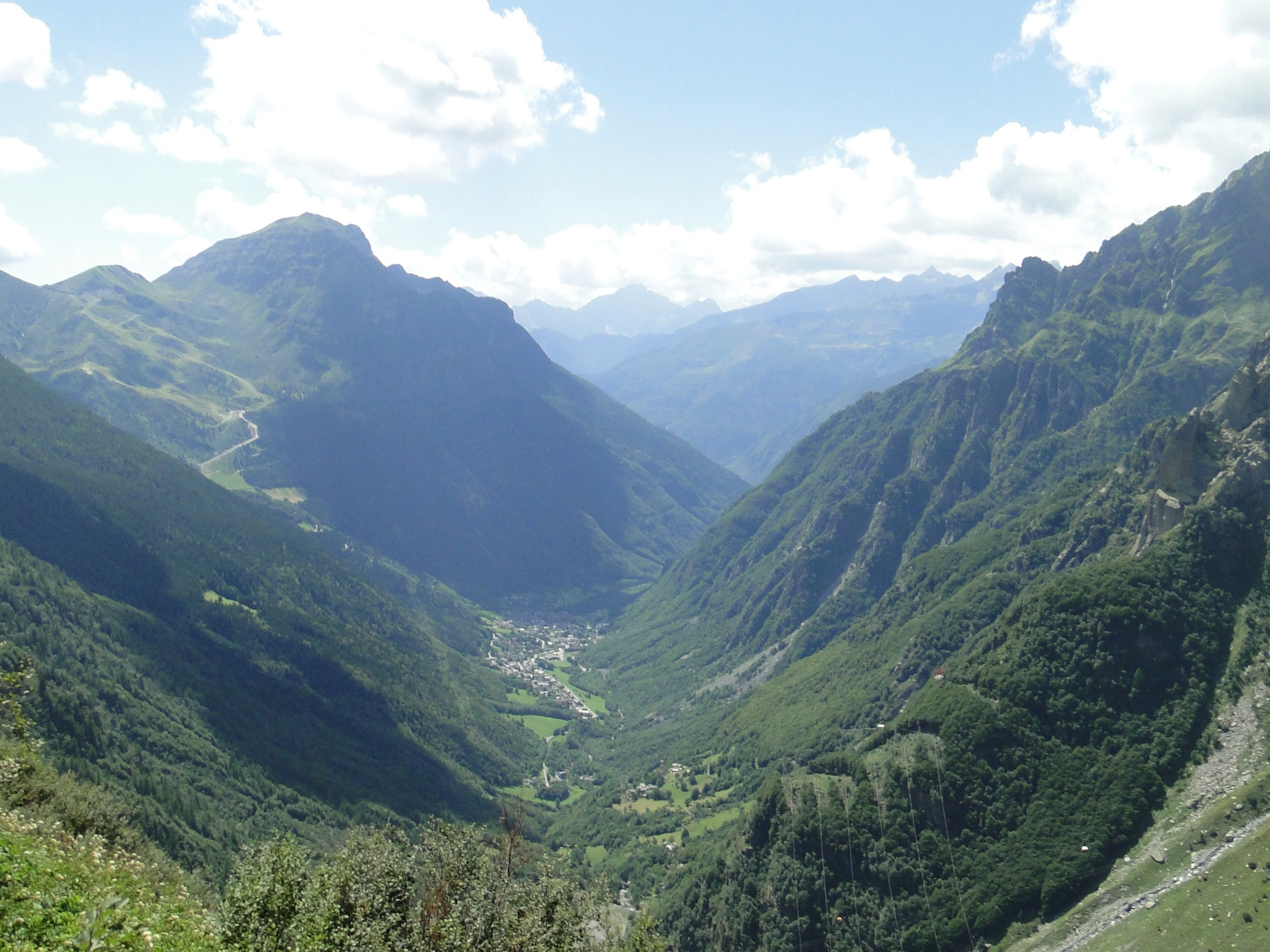
Valbondione, en el parque de los Alpes de Bérgamo
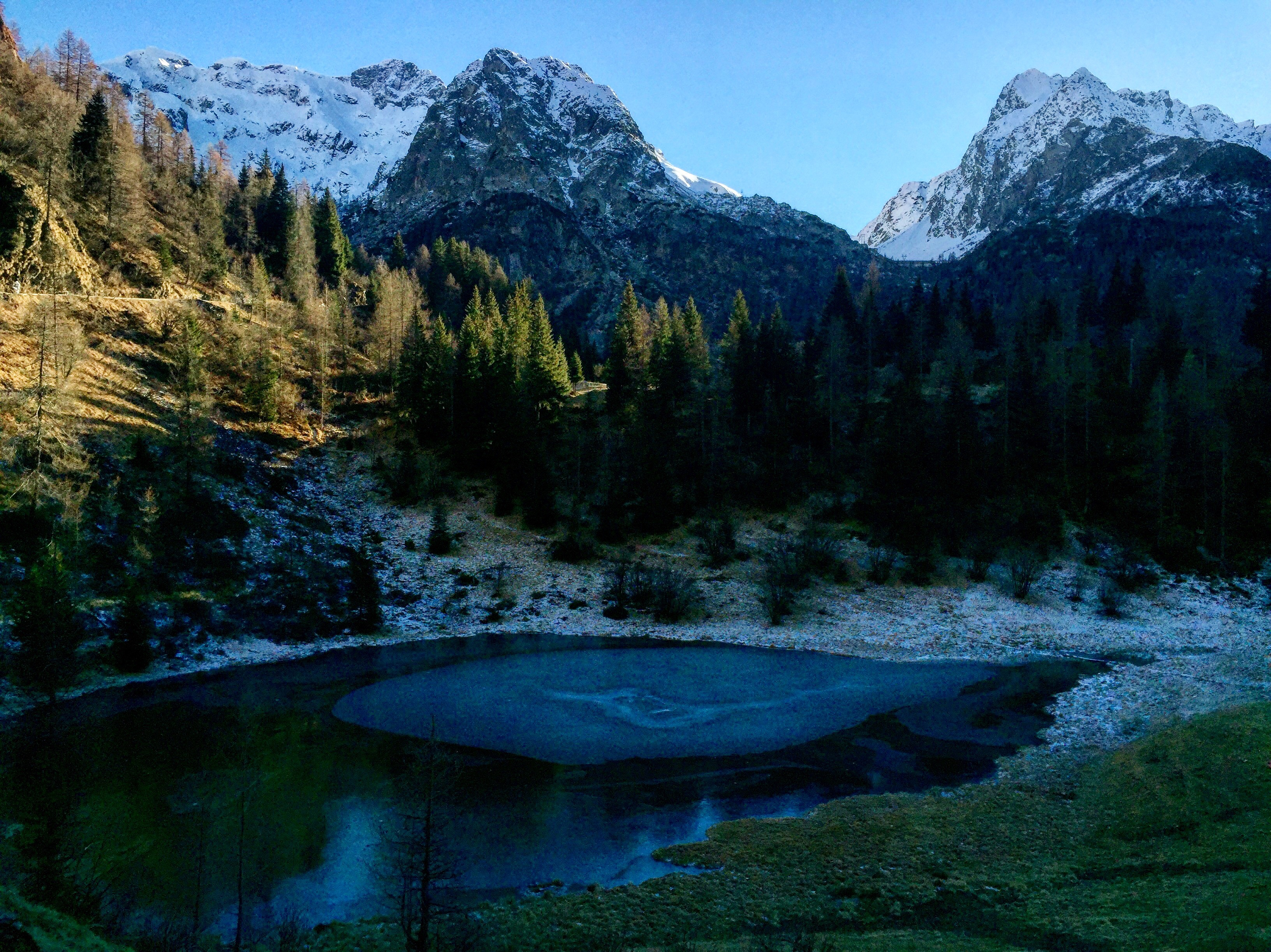
Prà de'Lac
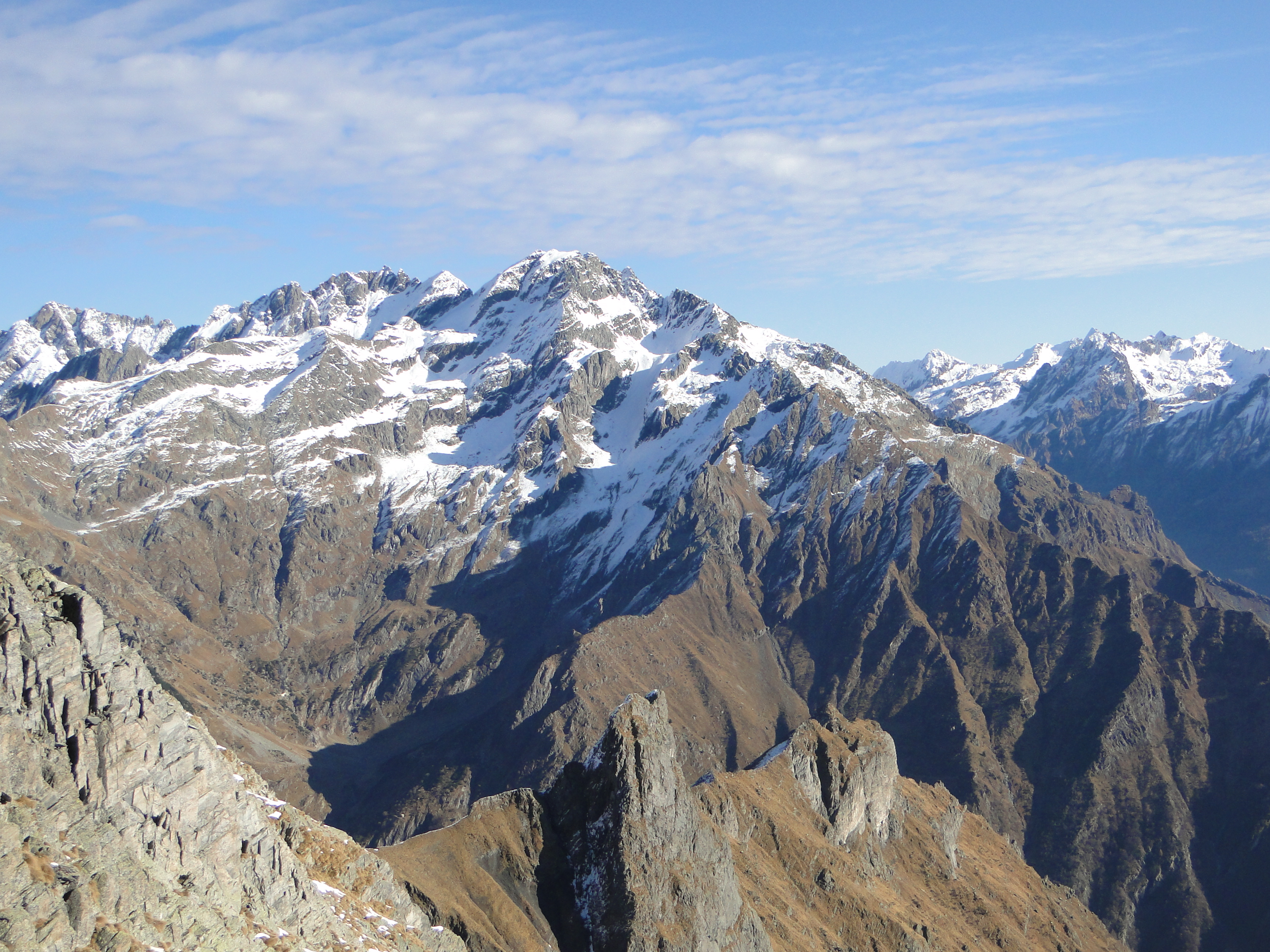
Redorta
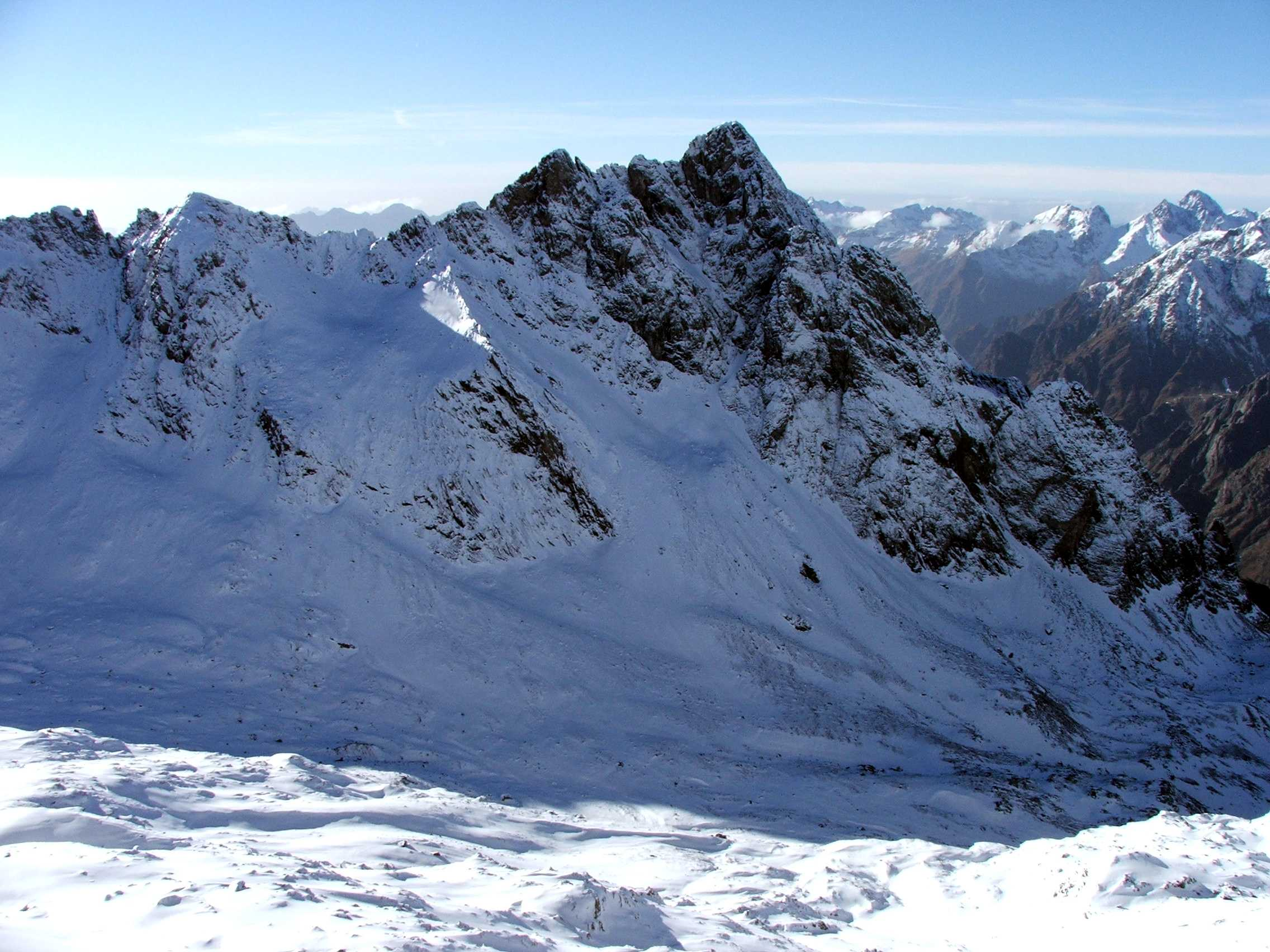
Recastello